# Josef Jánský (lesmistr)
Josef Jánský (6. října 1901 Týniště nad Orlicí, Rakousko-Uhersko – 2. července 1942) byl český lesmistr, účastník protinacistického odboje a podporovatel skupiny Silver A popravený nacisty.

## Život
Pocházel z Týniště nad Orlicí, kde měl jeho otec hodinářský závod. Po ukončení studia v obecné škole studoval a následně v roce 1920 maturoval v Kostelci nad Orlicí. V roce 1925 dokončil vysokoškolské studium na Vysoké škole zemědělské – odbor lesnictví v Brně a stal se lesním inženýrem. V tomto oboru následně začal pracovat. Během druhé světové války působil v Pardubicích v československém odboji proti nacistickému Německu; byl v kontaktu s parašutistickou skupinou Silver A Alfréda Bartoše, účastnil se převozu a instalování tajné vysílačky a byl významným členem v pardubickém ilegálním hnutí. Dne 21. června 1942 byl po prozrazení své činnosti spolu se svými spolupracovníky zatčen pražským gestapem a 2. července 1942 byl popraven na Zámečku v Pardubicích.